# چندضلعی

چند نمونه چندضلعی

در هندسه، چندضلعی یا چندبر یا چندگوش به شکلی دوبعدی در صفحه گویند که با مسیری بسته شامل تعداد متناهی خطوط راست محیط شده باشد. در فضای سه‌بعدی نیز به آن چندوجهی گویند.
مثلث، مربع و پنج‌ضلعی نمونه‌ای از چندضلعی‌ها هستند.
اگر همه پهلوهای یک چندضلعی با هم برابر باشند آن چندضلعی را چندضلعی منتظم گویند. کم‌ضلع‌ترین چندضلعی سه‌ضلعی یا مثلث یا سه‌گوش نام دارد.
در یک چندضلعی منتظم، اضلاع طول مساوی دارند و اندازه زوایای داخلی نیز مساوی است. هر اندازه که شمار پهلوهای یک چندضلعی منتظم بیشتر باشد، بیشتر شبیه دایره خواهد بود.
در چند ضلعی‌های منتظم با تعداد پهلوهای زوج، پهلوهای روبرو، با هم موازیند.
در هر چندضلعی منتظم با تعداد پهلوهای فرد، عمود منصف هر ضلع، نیمساز زاویه مقابل به آن ضلع است. که این عمود منصف (یا نیمساز) محور تقارن آن چند ضلعی است.

## دسته‌بندی چندضلعی

### چند ضلعی‌های کاو و کوژ
یک چند ضلعی کوژ (محدب) چند ضلعی‌ای است که اگر از هر دو نقطه دلخواه درون آن خطی به هم وصل کنیم، آن خط از داخل چند ضلعی عبور کند یا به عبارتی یک چندضلعی ساده، کوژ است اگر و تنها اگر هیچ‌یک از زاویه‌های داخلی آن بیشتر از ۱۸۰ درجه نباشند.